# David Huddleston
David William Huddleston, född 17 september 1930 i Vinton, Virginia, död 2 augusti 2016 i Santa Fe, New Mexico, var en amerikansk skådespelare. Han medverkade bland annat i Det våras för sheriffen som karaktären Olson Johnson och i The Big Lebowski, där han spelade titelrollen. Innan han påbörjade skådespeleriet var han under en tid verksam som officer i USA:s flygvapen. 
Huddlestons äldste son, Michael Huddleston, är också skådespelare.

## Filmografi (i urval)
- 1970 – Rio Lobo
- 1971 – Brian's Song
- 1972 – Det ruttna gänget
- 1973 – Halvblodet
- 1973 – Brock's Last Case
- 1973 – Country Blue
- 1974 – Det våras för sheriffen
- 1974 – Mc Q
- 1974 – Djävulsmännen
- 1974 – Heat Wave!
- 1975 – Mot Fort Humboldt
- 1976 – Sherlock Holmes i New York
- 1976 – Supersnutarna
- 1980 – Gorp
- 1985 – Jultomten
- 1985 – Finnegan börjar igen
- 1988 – Dead or Alive
- 1991 – Vårdnad till varje pris
- 1993 – Give Me a Break
- 1997 – The Man Next Door
- 1998 – The Big Lebowski
- 2000 – G-Men from Hell
- 2005 – The Producers
- 2007 – Postal